# Chakhty
Pour la ville russe de Bouriatie anciennement nommée Chakhty, voir Goussinooziorsk.
Chakhty (en russe : Шахты) est une ville de l'oblast de Rostov, en Russie. Sa population s'élevait à 236 749 habitants en 2016, en faisant la troisième ville de l'oblast.

## Géographie
Chakhty est arrosée par la rivière Grouchevka et se trouve au sud-est de la chaîne du Donetsk, à 68 km au nord-est de Rostov-sur-le-Don et à 913 km au sud-sud-est de Moscou.
|  |

## Histoire
Fondée en 1867 sous le nom de Gornoïe Grouchevskoïe (Горное Грушевское), elle est nommée Aleksandrovsk-Grouchevski (Александровск-Грушевский) entre 1881 et 1921, avant de recevoir son nom actuel. Le nom Chakhty (« puits de mine » en russe) fut choisi car des mines de charbon existaient dans la région depuis le XVIIIe siècle.
En 1928, la ville accueillit le procès de Chakhty, précurseur des procès-spectacles des années 1930 dits procès de Moscou.
Durant la Seconde Guerre mondiale, les forces de l'Allemagne nazie occupent la ville du 21 juin 1942 au 12 février 1943. Avant de se retirer, elles font sauter et inondent les mines de charbon et détruisent de nombreux bâtiments publics. La ville est libérée par le front du sud de l'Armée rouge.
Aujourd'hui Chakhty est le principal centre industriel du Donbass oriental.

## Population
Recensements (*) ou estimations de la population
| 1897*  | 1926*  | 1931   | 1939*   | 1959*   | 1970*   | 1979*   | 1989*   |
| ------ | ------ | ------ | ------- | ------- | ------- | ------- | ------- |
| 16 479 | 31 697 | 75 700 | 134 522 | 196 190 | 205 307 | 209 495 | 225 797 |

| 2002*   | 2010*   | 2012    | 2013    | 2014    | 2015    | 2016    | 2017 |
| ------- | ------- | ------- | ------- | ------- | ------- | ------- | ---- |
| 222 592 | 239 987 | 238 486 | 237 568 | 237 407 | 237 233 | 236 749 | -    |

## Patrimoine
- Cathédrale de l'Intercession-de-la-Vierge
- Musée Chakhty du savoir local

## Personnalités
- Lyudmila Kondratyeva (1958-), championne olympique du 100 m en 1980.
- Marina Logvinenko (1961-), double championne olympique de tir.